# Eric Swiss

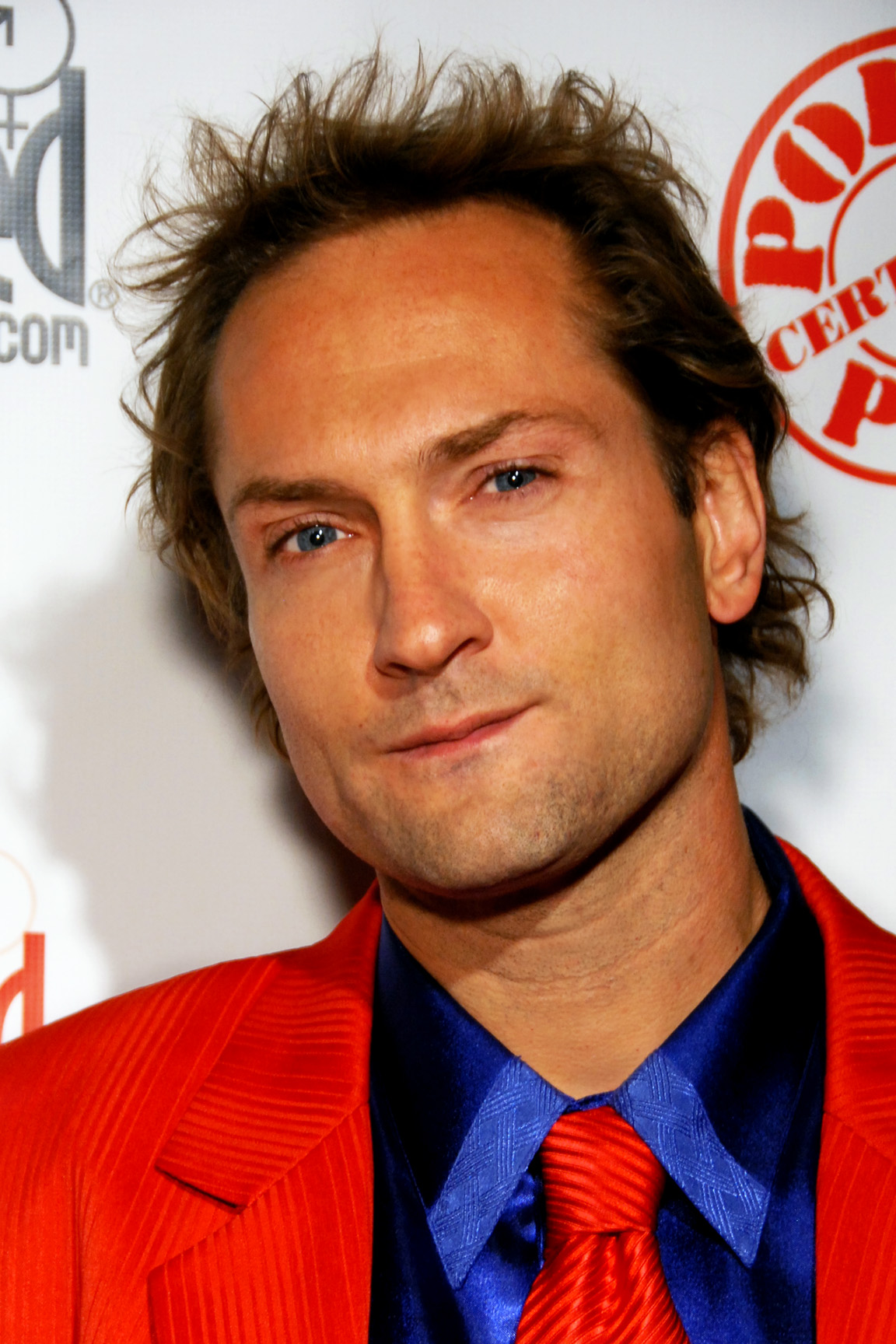
Eric Swiss (2010)

Eric Swiss (* 8. April 1975) ist ein US-amerikanischer Pornodarsteller.

## Leben
Eric Swiss begann 2006 Pornofilme zu drehen. Laut Internet Adult Film Database wirkte er an 191 Filmen mit. 2010 gewann er für seine Rolle als „Al Bundy“ in Not Married with Children XXX, einer Pornoparodie auf Eine schrecklich nette Familie, einen AVN Award und einen XRCO Award.

## Awards
- 2010: AVN Award: Best Actor[3]
- 2010: XRCO Award: Single Performance, Actor[4]

## Filmografie (Auswahl)
- 2010: Not Married with Children XXX
- 2010: Not Married with Children XXX 2
- 2010: This Ain’t Avatar XXX
- 2011: Not Bionic Woman & The Six Million Dollar Man XXX
- 2012: Not the Three Stooges